# D. J. Cameron
Donald John «D. J.» Cameron (Dunedin, Nueva Zelanda, 20 de febrero de 1933-Auckland, Nueva Zelanda, 7 de septiembre de 2016) fue un periodista deportivo neozelandés. Fue uno de los cronistas deportivos más importantes del país oceánico del siglo XX.

## Biografía
Nacido en Dunedin, Cameron asistió a varios colegios, como el de Kavanagh, el de St Peter's, el de Roncalli y el St Kevin's College.
Entre 1950 y 1998, trabajó como reportero deportivo en The New Zealand Herald. Cubrió los eventos más importantes de varios deportes, tales como el rugby y el críquet. Tim Murphy, editor del Herald, dijo de él lo siguiente: «Fue un grande del periodismo deportivo. Algunos decían que era florido, pero era capaz de elaborar entradillas de calidad y descriptivas e historias muy poderosas». Asimismo, escribió varios libros de temática deportiva.
Falleció en Auckland el 7 de septiembre de 2016, a los 83 años de edad, a causa de una breve enfermedad.

## Obras
- Caribbean Crusade (1972)[5]
- All Blacks: Retreat From Glory (1980)[6]
- Barbed Wire Boks (1981)[7]
- Rugby Triumphant (1981)[8]
- On the Lions' Trail (1983)[9]
- Someone had to do it (1998)[10]